# John Carlin (cầu thủ bóng đá)
John Carlin (1878 – 1935) là một cầu thủ bóng đá người Anh thi đấu ở vị trí tiền đạo cho Liverpool ở Football League. Ông ra mắt cho Liverpool trong mùa giải 1902–3, thay cho Sam Raybould bị chấn thương và đó cũng là lần ra sân duy nhất của ông trong mùa giải đó. Trong 4 năm ở câu lạc bộ, ông ít khi đá chính. Sau đó ông đá cho Preston North End.